# Kleidotoma picipes
Kleidotoma picipes is een vliesvleugelig insect uit de familie van de Figitidae. De wetenschappelijke naam van de soort is voor het eerst geldig gepubliceerd in 1886 door Cameron.